# Pseudolachnostoma parviflorum
Pseudolachnostoma parviflorum är en oleanderväxtart som beskrevs av Morillo. Pseudolachnostoma parviflorum ingår i släktet Pseudolachnostoma och familjen oleanderväxter. Inga underarter finns listade i Catalogue of Life.